# Alessandro Baracchini
Alessandro Baracchini (La Spezia, 1º agosto 1964) è un giornalista italiano. Dichiaratamente omosessuale, è stato il primo giornalista italiano a renderlo noto in diretta televisiva, nel corso del collegamento di Rai News 24 con la trasmissione radiofonica Un giorno da pecora del 14 giugno 2012. La dichiarazione ha avuto risonanza su varie testate nazionali. Il giornalista di Rai News 24, il 17 dicembre 2021, si è unito civilmente con il marito, il collega giornalista, Sebastiano Depperu.

## Biografia e carriera televisiva
Ha conseguito la laurea in lingue e letterature straniere presso l'Università di Pisa nel 1990. Ha insegnato inglese in Italia e lingua e cultura italiana all'Università di Exeter, in Inghilterra. È stato assunto in RAI nel 1996, risultando vincitore di un concorso nazionale. Dopo una prima esperienza a Rai International, è entrato nel gruppo di giornalisti che nel 1999 ha dato vita a RaiNews24, il primo canale televisivo all-news italiano. Per RaiNews24 è stato Caporedattore della redazione Esteri dal 2015 fino al 2019. In precedenza, ha condotto il telegiornale ed alcune rubriche di approfondimento, tra le quali Giro di boa e Con il tempo che corre. Gli ambiti di cui si è occupato nel corso della sua carriera sono quelli legati all'attualità italiana ed estera, con particolare riguardo alla politica internazionale e alle tematiche sociali. Nel giugno 2019 è tornato sempre su RaiNews24 a condurre in video il programma della fascia meridiana. Dal 29 giugno 2020, conduce Unomattina Estate insieme a Barbara Capponi. Dal 3 maggio 2022, conduce insieme a Serena Scorzoni il TG per ragazzi su Rai Gulp, TG Kids. Alessandro Baracchini, nel corso della sua carriera, ha ricevuto diversi premi nazionali sulla sua attività di giornalista (come il "Lord Byron" di Portovenere, il "Pina Alessio" di Gioia Tauro, il "Penna Tricolore" di Spello) e come attivista (Premio internazionale: "Rainbow Awards: Roma per i diritti Lgbtqi+").